# مرجاس أصفر
مرجاس أصفر (الاسم العلمي:Auriscalpium luteolum) هو نوع من الفطريات يتبع جنس المرجاس من الفصيلة المرجاسية.